# Mount Babel
Mount Babel är ett berg i Kanada.   Det ligger i provinsen Alberta, i den centrala delen av landet, 3 000 km väster om huvudstaden Ottawa. Toppen på Mount Babel är 3 101 meter över havet, eller 204 meter över den omgivande terrängen. Bredden vid basen är 0,75 km. Mount Babel ingår i Bow Range.
Terrängen runt Mount Babel är huvudsakligen bergig.Trakten runt Mount Babel är nära nog obefolkad, med mindre än två invånare per kvadratkilometer.. Närmaste större samhälle är Lake Louise, 13,3 km norr om Mount Babel. 
Trakten runt Mount Babel består i huvudsak av gräsmarker.